# Lacinius carpetanus
Lacinius carpetanus is een hooiwagen uit de familie van de echte hooiwagens (Phalangiidae).